# سیارک ۲۳۹۸۸
سیارک ۲۳۹۸۸ (به انگلیسی: 23988 Maungakiekie، نامگذاری:1999RB) بیست و سه هزار و نهصد و هشتاد و هشتمین سیارک کشف شده‌است که در ۲ سپتامبر ۱۹۹۹ کشف شد.
قدر مطلق سیارک برابر ۱۳٫۳۰ است.